# Kim Yong-Sik
Kim Yong-Sik (n. 25 iulie 1910, Sinchon, Japonia - d. 8 martie 1985, Seul, Coreea de Sud) a fost un fotbalist japonez.

## Statistici
| Japonia | Japonia | Japonia |
| An      | Meciuri | Goluri  |
| ------- | ------- | ------- |
| 1936    | 2       | 0       |
| 1937    | 0       | 0       |
| 1938    | 0       | 0       |
| 1939    | 0       | 0       |
| 1940    | 1       | 0       |
| Total   | 3       | 0       |